# Федерація дебатів України
Федерація дебатів України — всеукраїнська молодіжна громадська організація, заснована 7 травня 2011 року. Метою організації є популяризація дебатного руху в Україні, зокрема серед молоді. Дебати — командна, рольова інтелектуальна гра, суть якої полягає в тому, що обрані команди аргументовано доводять тезу, запропоновану до обговорення, а інші — опонують їй.

## Структура організації
Основні регіональні осередки ФДУ діють в Києві, Харкові, Дніпрі, Одесі, Івано-Франківську, Львові, Запоріжжі, Луцьку, Кропивницькому, Сумах, Чернігів, Чернівцях, Вінниці, Кролевці, Хмельницькому, Острозі, Ірпіні, Тернополі, Кривому Розі.

## Англомовні дебати
Одним з пріоритетних завдань Федерації дебатів України є розвиток англомовних дебатів України. Для реалізації завдань створюються англомовні дебатні клуби та організовуються англомовні міжнародні турніри:
- Kyiv Open;
- Odesa Open;
- Kharkiv Open;
- Lviv Open.

## Чемпіонат України з дебатів

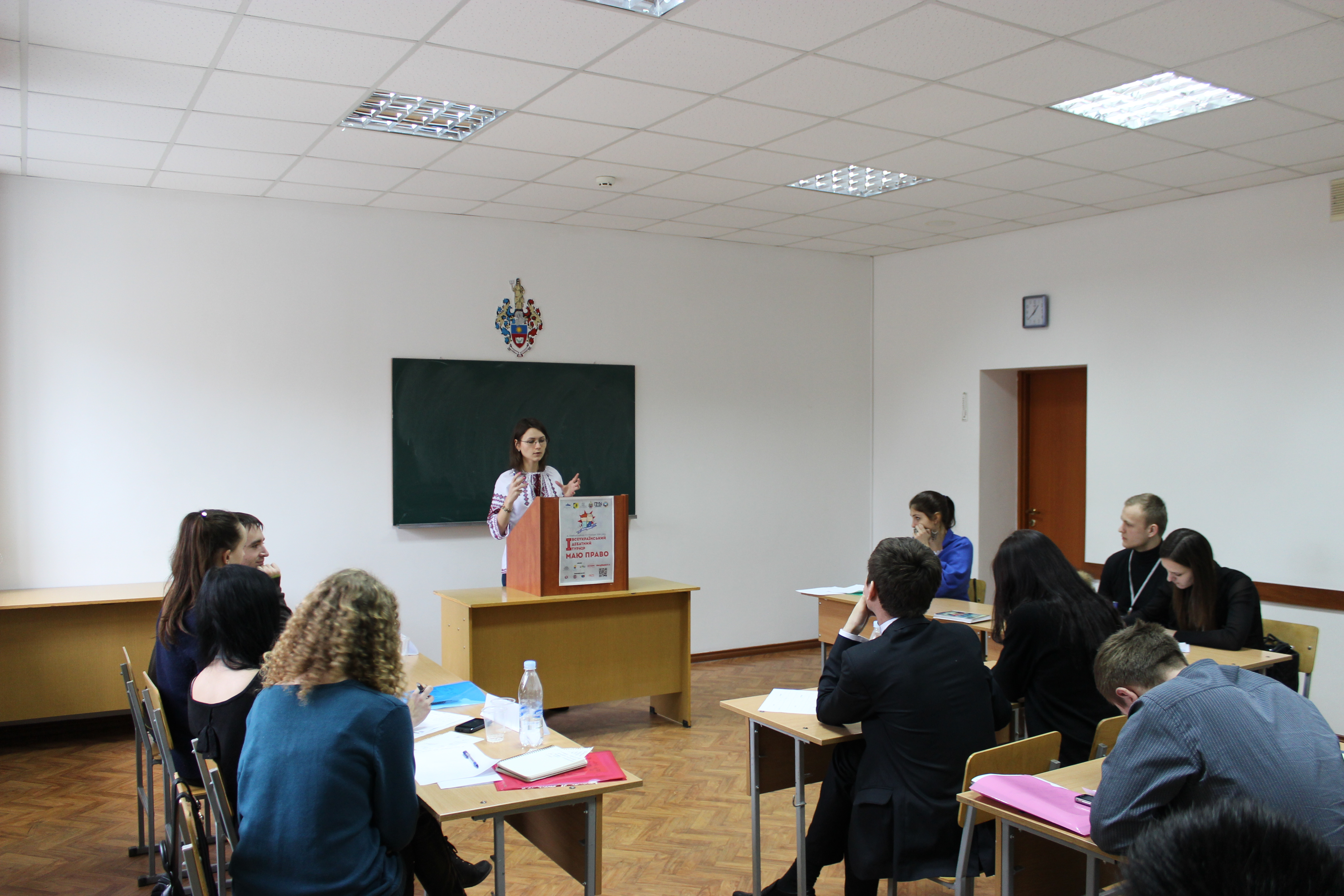
Дебати у британському форматі парламентських дебатів. Хмельницький, І Всеукраїнський турнір «Маю право», 2014 рік

Чемпіонат України з дебатів (ЧУД) організовується Федерацією Дебатів України традиційно на травневі свята. Учасниками чемпіонату є фіналісти та переможці всіх Всеукраїнських турнірів та місцевих ліг, котрі виконають критерії кількості присутніх команд. Станом на 2011 рік мав такий формат:

### Міські дебатні ліги
- Київська міська дебатна ліга;
- Харківська міська дебатна ліга;
- Дніпропетровська міська дебатна ліга;
- Івано-Франківська шкільна дебатна ліга;
- Одеська міська дебатна ліга.

### Всеукраїнські дебатні турніри
- Перша столиця. Харків, Всеукраїнський турнір[3][4];
- Підйом. Івано-Франківськ, Всеукраїнський турнір[5];
- Кубок ректора НЮ ЮАУ. Харків, Всеукраїнський турнір на юридичну тематику;
- Кубок Одеси. Одеса, Всеукраїнський турнір[6];
- 3V. Дніпропетровськ, Всеукраїнський турнір[7];

### Міжнародні турніри
- Economics. Дніпропетровськ, міжнародний турнір на економічну тематику[8];
- Fire. Харків, міжнародний турнір[9];

### Фінал
Проходить у Києві. Для участі у фіналі достатньо стати фіналістом лише одного турніру або ліги.

### Інші турніри
- Зміна поколінь. Львів. Всеукраїнський турнір
- Волинська толока. Луцьк, Всеукраїнський турнір;
- Підйом. Івано-Франківськ, Всеукраїнський турнір;
- Fight Club. Одеса, Всеукраїнський турнір;
- Summer Cup. Одеса, Всеукраїнський турнір;

## Чемпіони України з дебатів
Чемпіонами України з дебатів свого часу ставали:
| Рік  | Місто проведення | Головні судді                                      | Команда-переможець                                    | Кращий промовець               | Кращий Суддя        |
| ---- | ---------------- | -------------------------------------------------- | ----------------------------------------------------- | ------------------------------ | ------------------- |
| 2013 | Одеса            | Кирило Кожемякін                                   | Modus Vivendi: - Павло Богаченко - Михайло Кушнір     | Наталія Добровольська          | номінація відсутня  |
| 2014 | Одеса            | Олександр Тучков                                   | Marvel: - Герман Ніколенко - Андрій Чумачов           | Герман Ніколенко               | номінація відсутня  |
| 2015 | Київ             | Олександр Купрєінко                                | Секс по телефону: - Євген Кузьменко - Діана Бошкова   | Герман Ніколенко               | номінація відсутня  |
| 2016 | Київ             | Герман Ніколенко, Олександр Серт                   | Маца по-київськи: - Арьє Мора - Вікторія Шадманова    | Андрій Чумачов                 | Олександр Боєв      |
| 2017 | Тернопіль        | Павло Богаченко                                    | GP: - Крістіна Назаренко - Олег Стоєв                 | Герман Ніколенко               | Микита Буров        |
| 2018 | Дніпро           | Андрій Чумачов, Влад Яхтченко                      | Кредит довіри: - Герман Ніколенко - Вероніка Гадяцька | Герман Ніколенко               | Валерія Атаманова   |
| 2019 | Луцьк            | Ігор Бобришев                                      | Persyk A: - Андрій Чумачов - Олег Стоєв               | Андрій Чумачов                 | Світлана Ізуграфова |
| 2020 | Одеса (онлайн)   | Тетяна Соболєва, Радислав Ткаченко, Антон Канівець | Обещаю быть фреш: - Роман Матюшко - Каріна Кузнецова  | Герман Ніколенко               | Олег Стоєв          |
| 2021 | Харків (онлайн)  | Каріна Кузнєцова, Роман Матюшко, Тетяна Соболева   | АРКАН: - Артем Юхимчук - Борис Пікалов                | Павло Краснощок, Борис Пікалов | Олег Стоєв          |

## Просвіта
Популяризація дебатного руху проходить у різних формах. Одним зі способів популяризації дебатного руху є залучення до нього школярів. Членами ФДУ проводиться робота із цього напрямку, зокрема, організовуються дебатні клуби на базах шкіл. Протягом двох сезонів на одеському телеканалі ОНТ транслювалась щотижнева передача із ТВ-дебатами «Za и против». Також проводяться літні дебатні школи в Одесі та Карпатах.

### Посібник
У 2013 році в рамках реалізації проекту «Івано-Франківська шкільна дебатна ліга» — переможця Першого міського конкурсу проектів та програм розвитку місцевого самоврядування та громадянського суспільства Івано-Франківської міської ради члени ФДУ випустили методичний посібник «Твій помічник у дебатному клубі» (івано-франківське видавництво «Місто НВ»). 2014 року друком вийшло друге видання цього ж посібника.